# ZTE Eco-Mobius
ZTE Eco-Mobius — прототип модульного смартфона компанії ZTE

## Виробник
На Китайській міжнародній виставці, яка проходила 24-28 вересня 2013 відома не тільки в Китаї, але і в світі компанія ZTE представила свій варіант модульного смартфона під назвою ECO-MOBIUS, який користувач може вільно зібрати або оновити

## Складові
Цього року концепт телефону отримав авторитетну нагороду в галузі дизайну Red Dot Design Award.
Смартфон складається з 4 модулів: процесора, дисплея, батареї і фотокамери. В основній модуль, який складається з екрану, вставляється CPU, GPU, RAM, камера, карта пам'яті і акумулятор.. Всі компоненти кріпляться в пази, за допомогою магніту . Все це накривається кришкою.

## Додаток
В імені смартфона підкреслюється ідея щодо зниження навантаження на навколишнє середовище від відходів та забруднень. Мабуть це має досягатися шляхом заміни тільки окремих компонентів (які вийшли з ладу або вимагають модернізації), а не всього апарату.